# 聖邁克爾斯 (馬里蘭州)
聖邁克爾斯（英語：Saint Michaels）是一個位於美國馬里蘭州塔爾博特縣的市鎮。

## 人口
根據2020年美國人口普查的數據，聖邁克爾斯的面積為3.28平方千米，當中陸地面積為3.02平方千米，而水域面積為0.26平方千米。當地共有人口1049人，而人口密度為每平方千米320人。